# Oreochloa confusa
Oreochloa confusa är en gräsart som först beskrevs av Auguste Henri Cornut de Coincy, och fick sitt nu gällande namn av Georges Rouy. Oreochloa confusa ingår i släktet Oreochloa och familjen gräs. Inga underarter finns listade i Catalogue of Life.